# Lewtrenchard
Lewtrenchard is een civil parish in het bestuurlijke gebied West Devon, in het Engelse graafschap Devon. In 2001 telde het dorp 172 inwoners. Germansweek komt in het Domesday Book (1086) voor als 'Lewe' / 'Leuya'.